# 清水区 (台中市)

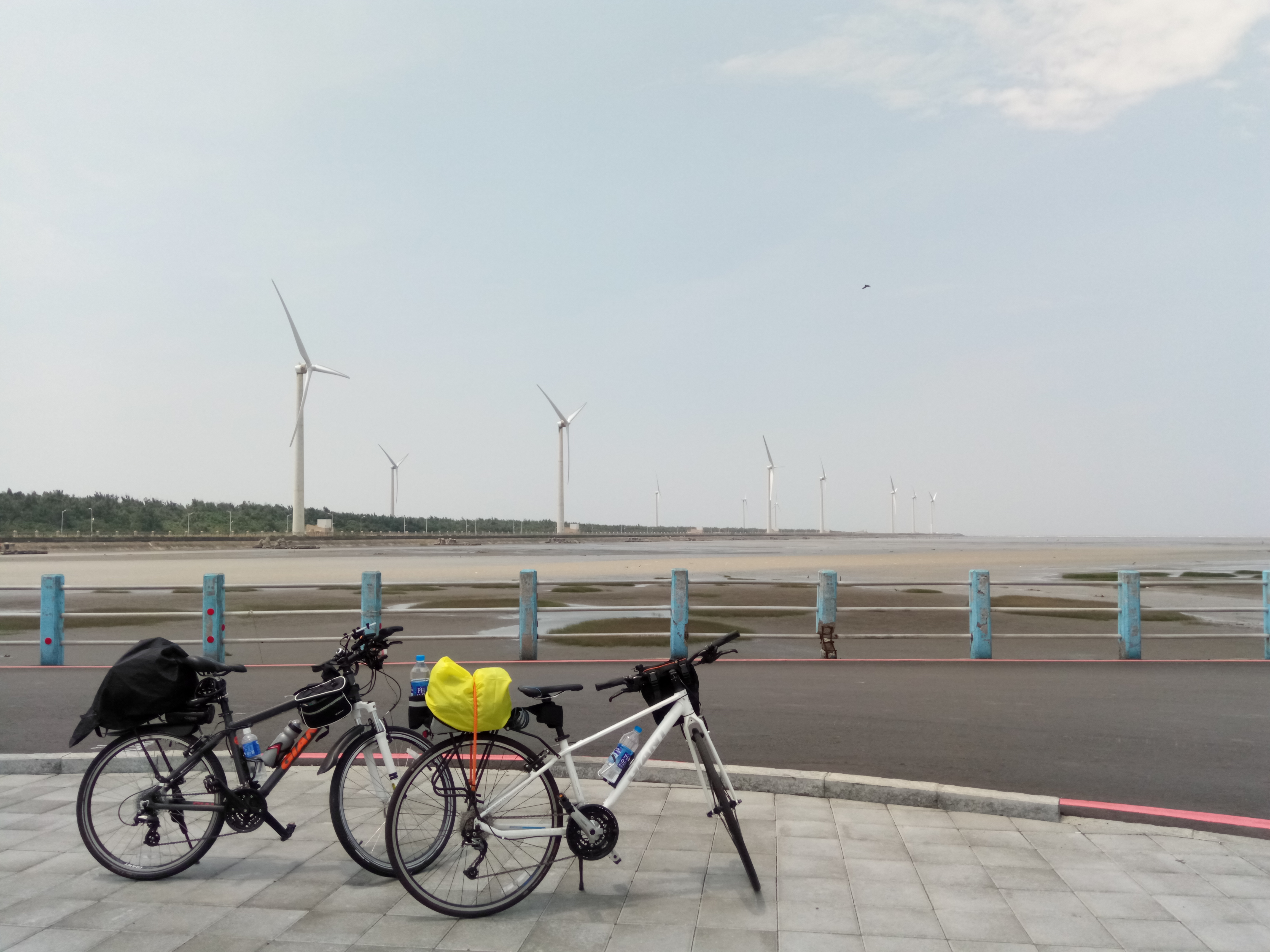
高美湿地と風力発電機

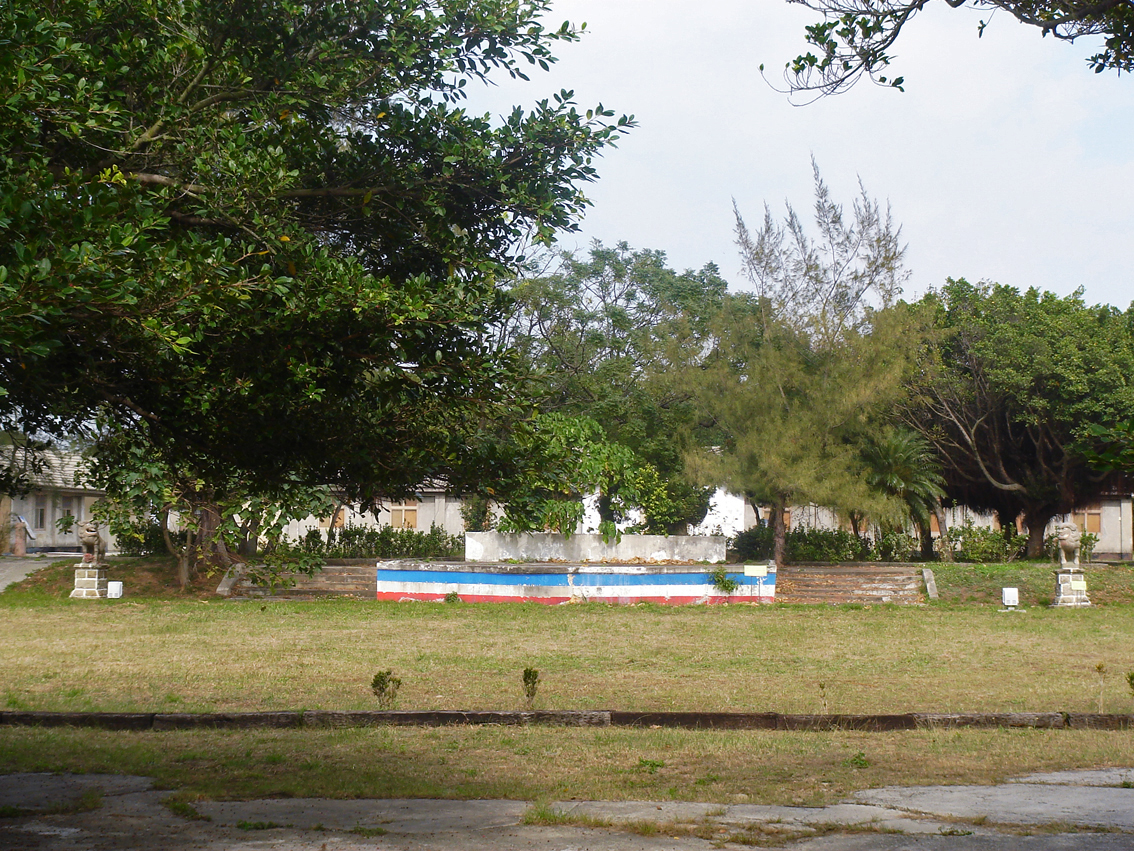
牛罵頭遺跡（旧清水神社遺跡）

清水区（チンシュイ/きよみず-く）は、台中市の市轄区。

## 地理
清水鎮は台中県西部、大甲渓の南に位置し、西は台湾海峡に接している。東は神岡区と、南は梧棲区及び沙鹿区と、北は大甲渓を挟んで大甲区と接している。公所所在地の海抜は僅かに8m、最高地点の呉厝里でも218.7mと比較的平坦な地勢となっている。西部平原地区では市内中心部が構成される他に水稲栽培が盛んであり、東部では鰲峰山などの丘陵地帯が広がっている。

## 歴史
清水の旧称は「牛罵頭」であり、清による台湾統治が開始されると諸羅県牛罵社に属した。1723年、諸羅の北百余里の地、捷虎尾から大甲渓にかけて彰化県を設置され、清水地区も彰化県の管轄となり、泉州より楊、蔡姓の入植者が移住し本格的な開発が始まった。1733年になると漢人による入植地は13荘を数えるに至った。1764年、『続修台湾府治』の「牛罵街条」によれば次第に街が形成され、漢人集落は牛罵社付近に存在していた為、「牛罵頭街」と称されたとある。日本統治代の1920年に「其稱呼は甚だ卑俗たるを以て、島內でも最も清水の湧く處だから」和風地名である「清水」（きよみず）に改称され現在に至る。
1935年4月21日には新竹・台中地震が発生。約1200戸のうち90%が倒壊する被害を出した。

## 経済
清水区は典型的な農業型経済となっており、土地の大部分は農牧業に用いられている。東部の大楊地区では畑作農業と養鶏業が主であり、西部では大秀、高美、三田地区で水稲栽培及び野菜栽培が行なわれている。商品価値の高い果物に関しては海から吹き込む季節風の影響で発達しておらず、小規模のライチ栽培が見られる程度である。

## 行政区
| 地区   | 里                                                                             |
| ------ | ------------------------------------------------------------------------------ |
| 清水街 | 北寧里、中興里、文昌里、霊泉里、西寧里、清水里、南寧里、西社里、南社里、鰲峰里 |
| 大秀   | 秀水里、武鹿里、臨江里、裕嘉里、海浜里、中社里、槺榔里                         |
| 三田   | 田寮里、下湳里、頂湳里、菁埔里、国姓里、橋頭里                                 |
| 高美   | 高美里、高東里、高南里、高西里、高北里                                         |
| 大楊   | 楊厝里、呉厝里、海風里、東山里                                                 |

## 教育

### 高級中学
- 台中市立清水高級中学
- 私立嘉陽高級中学

### 国民中学
- 台中市立清水国民中学
- 台中市立清泉国民中学
- 台中市立清海国民中学

### 国民小学
- 台中市立清水国民小学
- 台中市立吳厝国民小学
- 台中市立大秀国民小学
- 台中市立東山国民小学
- 台中市立大楊国民小学
- 台中市立建國国民小学
- 台中市立三田国民小学
- 台中市立高美国民小学
- 台中市立甲南国民小学
- 台中市立槺榔国民小学
- 台中市立西寧国民小学

## 交通

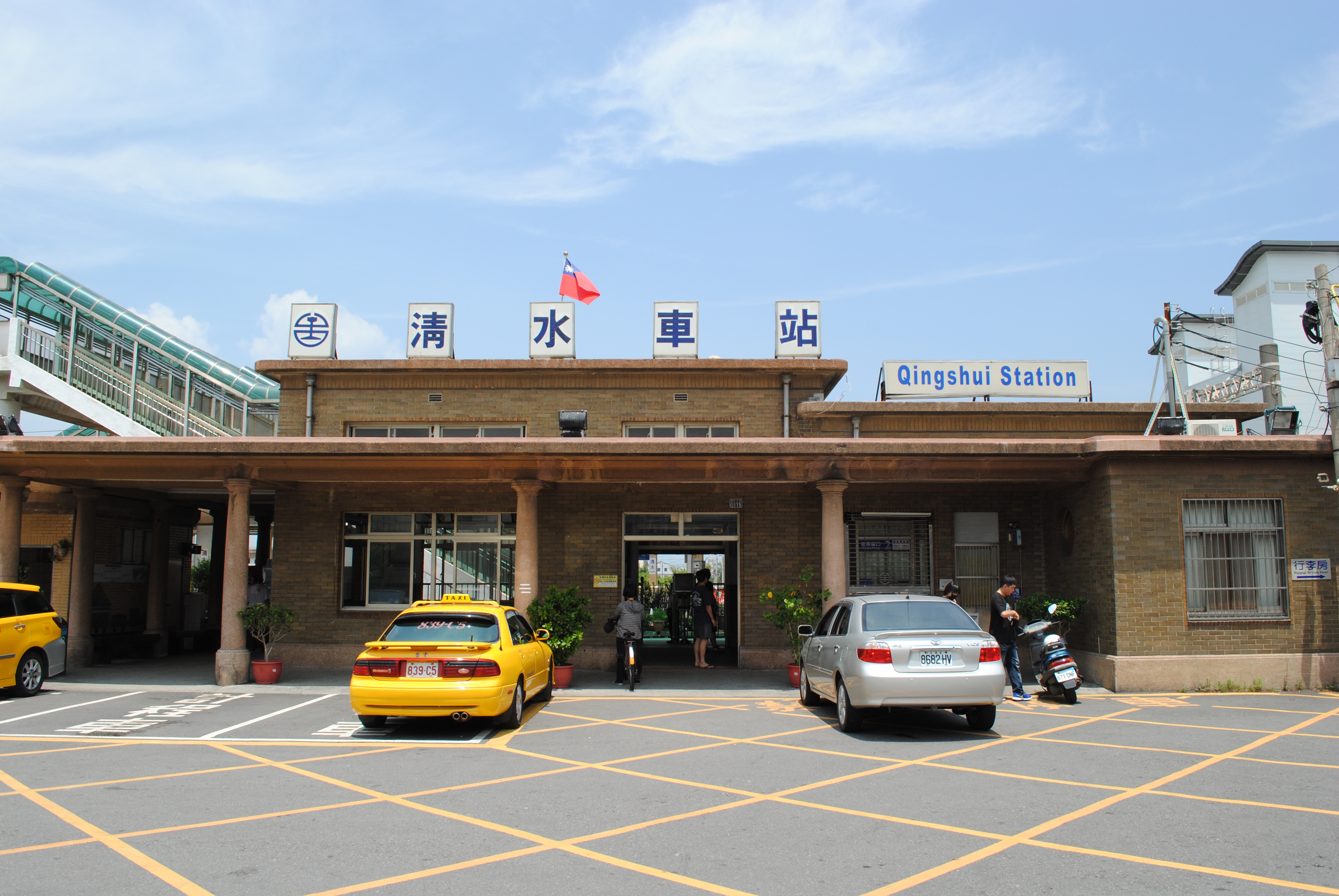
清水駅

| 種別     | 路線名称           | その他          |
| -------- | ------------------ | --------------- |
| 鉄道     | 海岸線             | 清水駅 台中港駅 |
| 高速道路 | フォルモサ高速道路 | 清水IC          |
| 国道     | 4号 台中環状線     | 清水端IC        |
| 省道     | 台1線              |                 |
| 省道     | 台10乙線           |                 |
| 省道     | 台17線             |                 |
| 省道     | 台61線             | 西浜快速公路    |

## 観光

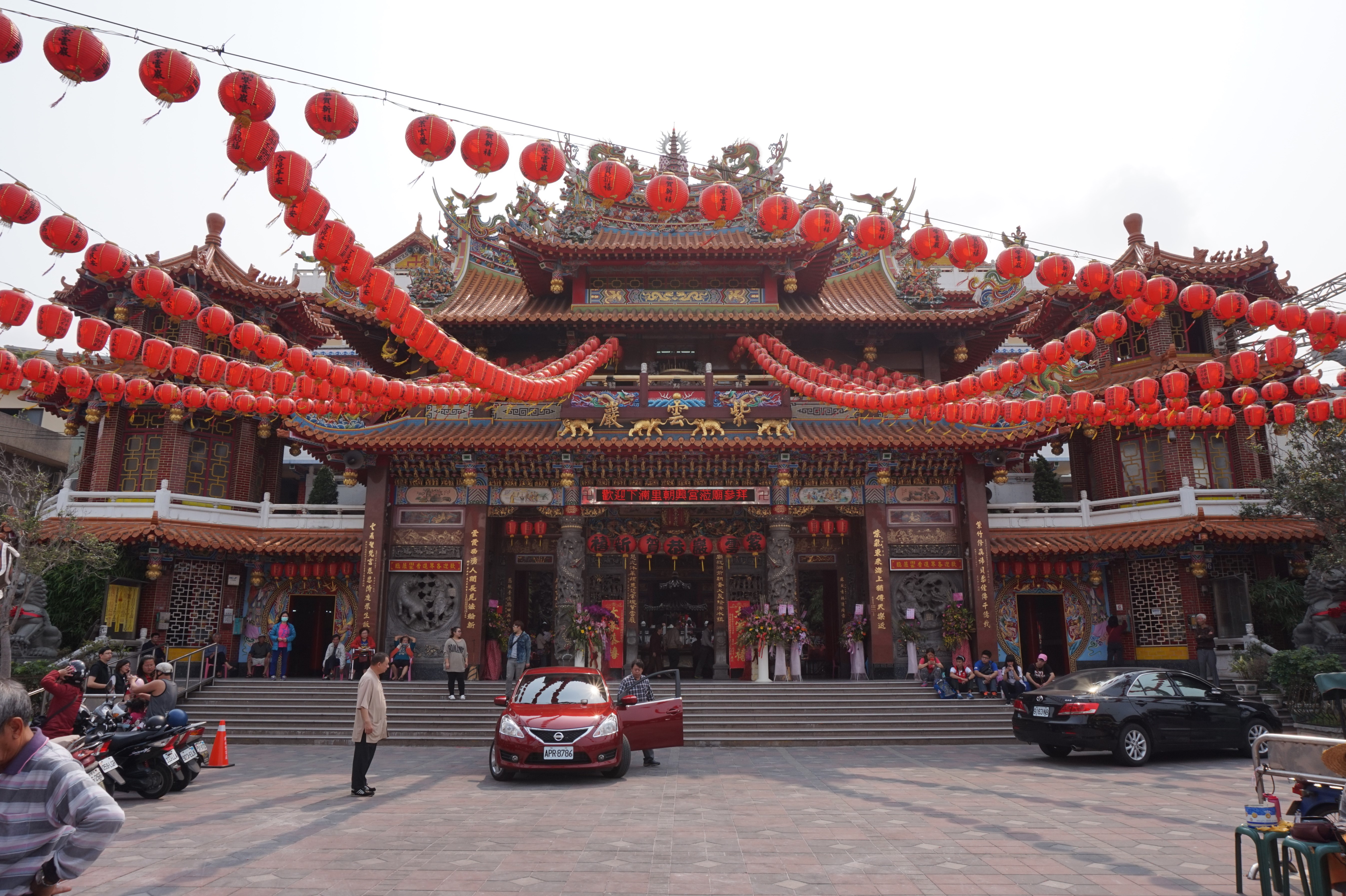
清水紫雲巌

- 牛罵頭遺跡（中国語版）
- 清水社口楊宅（中国語版）
- 清水眷村文化園区（中国語版）
- 清水大楊油庫（中国語版）
- 清水街震災紀念碑（中国語版）
- 清水紫雲巌（中国語版）
- 神社崎
- 高美湿地
- 高美燈塔（中国語版）
- 梧棲漁港（中国語版）
- 台中市立港区芸術中心（中国語版）